# Walter Larysz
Walter Larysz (ur. 31 marca 1898 w Ozimku, zm. 3 maja 1921 w Rybniku) – powstaniec śląski i działacz narodowy na Górnym Śląsku.

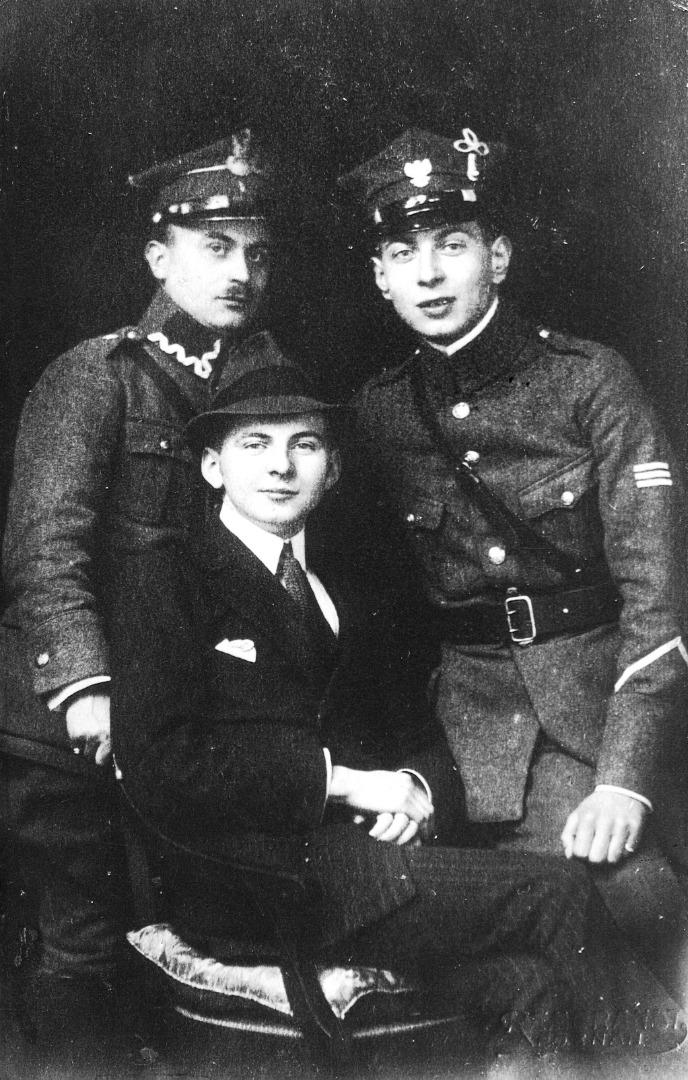
Działacze POW Górnego Śląska: Walter Larysz (pierwszy od prawej), Teodor Kulik i Bronisław Janowski (siedzi).

## Życiorys
Urodził się w rodzinie niemieckiego urzędnika w Strzelcach oraz Polki Laura, spokrewnionej z gen. Jakubem Jasińskim. Walter ukończył szkołę ludową w Ozimku, a następnie gimnazjum w Opolu. W 1910 zmarł ojciec Waltera. Matka wyszła ponownie za mąż za aptekarza Emila Gajdasa. Ojczym był liderem polskiego ruchu narodowego w powiecie tarnogórskim. Po wybuchy I wojny światowej Walter Larysz został wcielony do armii cesarskiej. Służył w artylerii. Na Górny Śląsk powrócił w stopniu podporucznika. Osiadł w Radzionkowie, gdzie zamieszkali jego rodzice. Znalazł zatrudnienie w aptece prowadzonej przez ojczyma.
Na początku 1919 r. Larysz wstąpił w szeregi Polskiej Organizacji Wojskowej Górnego Śląska. Brał udział w I powstaniu śląskim, dowodząc natarciem na Tarnowskie Góry. Oddział pod jego dowództwem został wyparty na teren Zagłębia Dąbrowskiego, a dalsze próby przedostania się ponownie na teren objęty walkami zakończyły się niepowodzeniem.
Po zakończeniu I powstania śląskiego Walter Larysz wstąpił w szeregi Wojska Polskiego i został skierowany na studia do Poznania. Założył akademickie Koło Górnoślązaków, zostając jego przewodniczącym. W latach 1920–1921 był członkiem Policji Plebiscytowej na obszarze Górnego Śląska, kapitanem i dowódcą sotni w Rybniku. W tym czasie odkrył w mieście tajne niemieckie składy broni.
Zmarł 3 maja 1921 r., będąc uczestnikiem III powstania śląskiego w Rybniku w trakcie walk o przejęcie kontroli nad Zakładem dla Umysłowo Chorych przy ulicy Gliwickiej. W szpitalu, w towarzystwie setek pacjentów schroniło się ponad sześciuset uzbrojonych osób z proniemieckich oddziałów.
Walter Larysz został pochowany w Radzionkowie.
Jest patronem ulic w Rybniku i Radzionkowie. Przy rondzie Gliwickim w Rybniku znajduje się kamień z tablicą upamiętniającą kpt. Jana Kotucza i kpt. Waltera Larysza.